# Крипецки манастир Светог Јована Богослова
Крипецки манастир Светог Јована Богослова (рус. Крыпецкий Иоанно-Богословский монастырь) православни је мушки манастир Руске православне цркве смештен у селу Крипецкоје на подручју Псковског рејона Псковске области, на западу европског дела Руске Федерације. Налази се на око 22 километра североисточно од града Пскова. Посвећен је апостолу Јовану Богослову. Један део главне манастирске цркве посвећен је Светом Сави српском.
Манастир се налази на листи објеката културног наслеђа Руске Федерације, где је заведен под № 60102790000.

## Историјат
Манастир је основан 1485. у мочварном подручју у северним деловима Псковске земље од стране српског монаха Саве Крипецког који је пре доласка у Псковски крај служио у манастирима на Светој гори. Био је то један од последњих манастира подигнут у време постојања независне Псковске државе која је 1510. године присаједињена Московској кнежевини. У градњи манастра активно је учествовао и тадашњи псковски књаз Јарослав Оболењски. У Крипецком манастиру се 1505. године замонашио преподобни Нил Столбенски (оснивач Нилове манастриске испоснице).
Првобитна дрвена црква замењена је каменом грађевином која је грађена у периоду од 1547. до 1557. године.
Манастир је крајем XVII века потпуно опустио, а манастирско братство обновљено је неколико деценија касније. Тако је 1764. манастирје служило укупно 366 кмртова.
Почетком 20. века Крипецки манастир је био један од богатијих манастира целе рске државе, и у то време манастир је поседовао 3.602 хектара, а у манастиру је обитавало 40 монаха и 21 послушник. Након што су нове револуционарне власти Русије 1918. године донеле одлуку о затварању свих цркава и манастира, Крипецки манастир је затворен, а монашко братство распуштено. Већ до 1922. године из манастира су однесене све драгоцености, а многе од њих су заувек изгубљене. Богослужења у манастирској цркви су званично забрањена 1923. године.
Након затварања манастир је претворен у пољопривредно добро, а доњи делови цркве посвећене светом Сави Крипецком претворени су у штале. Да би се спречило потпуно уништење средњовековног манастирског комплекса, Министарски совјет Руске СФСР је 30. августа 1960. донео одлуку којом је комплекс Крипецког манастира проглашен спомеником од републичког значаја и од тог времена се налази под заштитом државе.
Манастир је вражен у посед Руске православне цркве током 1990. године, потом је извршена реконструкција порушених, и рестаурација оштећених грађевина.